# Sindaci di Crotone
Di seguito l'elenco cronologico dei sindaci di Crotone e delle altre figure apicali equivalenti che si sono succedute nel corso della storia.

## Regno di Napoli (1302-1816)
| Periodo | Periodo | Primo cittadino              | Partito  | Carica  | Note  |
| ------- | ------- | ---------------------------- | -------- | ------- | ----- |
| 1302    | 1485    | non rilevato                 |          | Sindaco |       |
| 1485    | 1486    | Peruzzo Lucifero             |          | Sindaco |       |
| 1486    | 1516    | non rilevato                 |          | Sindaco |       |
| 1516    | 1517    | Matteo Vitecta               |          | Sindaco |       |
| 1517    | 1535    | non rilevato                 |          | Sindaco |       |
| 1535    |         | Anselmo Berlingieri          |          | Sindaco |       |
| 1535    | 1541    | non rilevato                 |          | Sindaco |       |
| 1541    | 1542    | Bernardino Susanna           |          | Sindaco |       |
| 1542    | 1543    | Girolamo Livieri             |          | Sindaco |       |
| 1543    | 1556    | non rilevato                 |          | Sindaco |       |
| 1556    |         | Giovanni Paolo Labruto       |          | Sindaco |       |
| 1556    | 1563    | non rilevato                 |          | Sindaco |       |
| 1563    | 1566    | Giovanni Raimondo Foresta    |          | Sindaco |       |
| 1566    | 1572    | non rilevato                 |          | Sindaco |       |
| 1572    | 1573    | Marcello Lucifero            |          | Sindaco |       |
| 1573    | 1574    | non rilevato                 |          | Sindaco |       |
| 1574    |         | Ottaviano Lucifero           |          | Sindaco |       |
| 1574    | 1582    | non rilevato                 |          | Sindaco |       |
| 1582    | 1583    | Nicola Prato                 |          | Sindaco |       |
| 1583    | 1588    | non rilevato                 |          | Sindaco |       |
| 1588    | 1589    | Marcello Pipino              |          | Sindaco |       |
| 1589    | 1590    | Giovanni Andrea Pelusio      |          | Sindaco |       |
| 1590    | 1591    | Marcello Pipino              |          | Sindaco |       |
| 1591    | 1592    | Orazio Catizzone             |          | Sindaco |       |
| 1592    | 1593    | Manlio Susanna               |          | Sindaco |       |
| 1593    | 1602    | non rilevato                 |          | Sindaco |       |
| 1602    | 1603    | Annibale Montalcino          |          | Sindaco |       |
| 1603    | 1608    | non rilevato                 |          | Sindaco |       |
| 1608    | 1611    | Cesare Suriano               |          | Sindaco |       |
| 1611    | 1612    | Peleo Pipino                 |          | Sindaco |       |
| 1612    | 1620    | non rilevato                 |          | Sindaco |       |
| 1620    | 1621    | Fabio Pipino                 |          | Sindaco |       |
| 1621    |         | Giuseppe Vezza               |          | Sindaco |       |
| 1621    | 1622    | Giovanni Francesco Giuliano  |          | Sindaco |       |
| 1622    | 1623    | non rilevato                 |          | Sindaco |       |
| 1623    | 1624    | Giuseppe Maria Sillano       |          | Sindaco |       |
| 1624    | 1627    | non rilevato                 |          | Sindaco |       |
| 1627    | 1628    | Giuseppe Vezza               |          | Sindaco |       |
| 1628    | 1633    | non rilevato                 |          | Sindaco |       |
| 1633    | 1634    | Fabio Pipino                 |          | Sindaco |       |
| 1634    |         | Ferrante Pelusio             |          | Sindaco |       |
| 1634    | 1636    | non rilevato                 |          | Sindaco |       |
| 1636    |         | Muzio Lucifero               |          | Sindaco |       |
| 1636    | 1637    | non rilevato                 |          | Sindaco |       |
| 1637    | 1638    | Prospero Lopez               |          | Sindaco |       |
| 1638    | 1642    | non rilevato                 |          | Sindaco |       |
| 1642    | 1643    | Pietro Francesco Vezza       |          | Sindaco |       |
| 1643    | 1645    | non rilevato                 |          | Sindaco |       |
| 1645    | 1646    | Scipione Berlingieri         |          | Sindaco |       |
| 1646    | 1647    | non rilevato                 |          | Sindaco |       |
| 1647    | 1648    | Lelio Montalcino             |          | Sindaco |       |
| 1648    | 1651    | non rilevato                 |          | Sindaco |       |
| 1651    | 1652    | Giuseppe Suriano             |          | Sindaco |       |
| 1652    | 1656    | non rilevato                 |          | Sindaco |       |
| 1656    | 1657    | Carlo Suriano                |          | Sindaco |       |
| 1657    | 1660    | non rilevato                 |          | Sindaco |       |
| 1660    |         | Muzio Lucifero               |          | Sindaco |       |
| 1661    | 1662    | Antonio Suriano              |          | Sindaco |       |
| 1662    | 1663    | Muzio Lucifero               |          | Sindaco |       |
| 1663    | 1665    | Fabrizio Suriano             |          | Sindaco |       |
| 1665    | 1666    | Giovanni Pietro Pristerà     |          | Sindaco |       |
| 1666    | 1667    | Domenico Suriano             |          | Sindaco |       |
| 1667    | 1668    | Domenico Baricellis          |          | Sindaco |       |
| 1668    | 1669    | Giuseppe Lucifero            |          | Sindaco |       |
| 1669    | 1671    | Antonio Suriano              |          | Sindaco |       |
| 1671    | 1672    | Giacinto Suriano             |          | Sindaco |       |
| 1672    | 1673    | Valerio Antonio Montalcino   |          | Sindaco |       |
| 1673    | 1674    | Fabrizio Suriano             |          | Sindaco |       |
| 1674    | 1675    | Domenico Pipino              |          | Sindaco |       |
| 1675    | 1678    | non rilevato                 |          | Sindaco |       |
| 1678    | 1679    | Giuseppe Lucifero            |          | Sindaco |       |
| 1679    | 1680    | Giovanni Paolo Pipino        |          | Sindaco |       |
| 1680    | 1682    | non rilevato                 |          | Sindaco |       |
| 1682    |         | Giuseppe Suriano             |          | Sindaco |       |
| 1683    | 1685    | Giovanni Paolo Pipino        |          | Sindaco |       |
| 1685    | 1686    | Orazio Pristerà              |          | Sindaco |       |
| 1686    | 1691    | Stefano Labrutis             |          | Sindaco |       |
| 1691    | 1693    | Pietro Suriano               |          | Sindaco |       |
| 1693    | 1694    | Fabrizio Lucifero            |          | Sindaco |       |
| 1694    | 1697    | non rilevato                 |          | Sindaco |       |
| 1697    | 1698    | Giovanni Pietro Pristerà     |          | Sindaco |       |
| 1698    | 1700    | Fabrizio Lucifero            |          | Sindaco |       |
| 1700    | 1702    | Giovanni Battista Baricellis |          | Sindaco |       |
| 1702    | 1703    | Ciccio Suriano               |          | Sindaco |       |
| 1703    | 1705    | Annibale Suriano             |          | Sindaco |       |
| 1705    | 1709    | Decio Suriano                |          | Sindaco |       |
| 1709    | 1712    | Cesare Suriano               |          | Sindaco |       |
| 1712    | 1713    | Mirtillo Baricellis          |          | Sindaco |       |
| 1713    | 1714    | Giuseppe Suriano             |          | Sindaco |       |
| 1714    | 1716    | Decio Suriano                |          | Sindaco |       |
| 1716    | 1717    | Antonio Suriano              |          | Sindaco |       |
| 1717    | 1718    | Ferdinando Pelusio           |          | Sindaco |       |
| 1718    | 1719    | Cesare Pristerà              |          | Sindaco |       |
| 1719    | 1720    | Gregorio Montalcini          |          | Sindaco |       |
| 1720    |         | Giovanni Battista Baricellis |          | Sindaco |       |
| 1720    | 1721    | Gregorio Montalcini          |          | Sindaco |       |
| 1721    | 1722    | Dionisio Pipino              |          | Sindaco |       |
| 1722    | 1724    | Fabrizio Lucifero            |          | Sindaco |       |
| 1724    | 1725    | Francesco Antonio Suriano    |          | Sindaco |       |
| 1725    | 1728    | non rilevato                 |          | Sindaco |       |
| 1728    | 1729    | Francesco Cesare Berlingieri |          | Sindaco |       |
| 1729    | 1732    | non rilevato                 |          | Sindaco |       |
| 1732    | 1735    | Francesco Lucifero           |          | Sindaco |       |
| 1735    | 1738    | Cesare Pristerà              |          | Sindaco |       |
| 1738    | 1739    | Francesco Cesare Berlingieri |          | Sindaco |       |
| 1739    | 1741    | Fabrizio Suriano             |          | Sindaco |       |
| 1741    | 1742    | Francesco Antonio Suriano    |          | Sindaco |       |
| 1742    | 1743    | Carlo Berlingieri            |          | Sindaco |       |
| 1743    | 1745    | Francesco Antonio Sculco     |          | Sindaco |       |
| 1745    | 1747    | Francesco Lucifero           |          | Sindaco |       |
| 1747    | 1750    | Felice Bruno Suriano         |          | Sindaco |       |
| 1750    | 1751    | Carlo Albani                 |          | Sindaco | [ 4 ] |
| 1751    | 1753    | Lelio Maria Montalcini       |          | Sindaco |       |
| 1753    | 1754    | Pietro Zurlo                 |          | Sindaco |       |
| 1754    | 1759    | non rilevato                 |          | Sindaco |       |
| 1759    | 1760    | Fabrizio Suriano             |          | Sindaco |       |
| 1760    | 1762    | Dionisio Ventura             |          | Sindaco |       |
| 1762    | 1763    | Orazio Montalcini            |          | Sindaco |       |
| 1763    | 1764    | Dionisio De Silva            |          | Sindaco |       |
| 1764    | 1765    | Annibale Montalcini          |          | Sindaco |       |
| 1765    | 1766    | Gabriele Suriano             |          | Sindaco |       |
| 1766    | 1768    | non rilevato                 |          | Sindaco |       |
| 1768    | 1770    | Raffaele Zurlo               |          | Sindaco |       |
| 1770    | 1771    | Tommaso Soda                 |          | Sindaco |       |
| 1771    | 1773    | non rilevato                 |          | Sindaco |       |
| 1773    | 1774    | Baldassarre Zurlo            |          | Sindaco |       |
| 1774    | 1776    | non rilevato                 |          | Sindaco |       |
| 1776    | 1777    | Tommaso Sculco               |          | Sindaco |       |
| 1777    | 1779    | non rilevato                 |          | Sindaco |       |
| 1779    | 1781    | Anselmo Berlingieri          |          | Sindaco |       |
| 1781    | 1782    | Diego Grimaldi               |          | Sindaco |       |
| 1782    | 1799    | non rilevato                 |          | Sindaco |       |
| 1799    |         | Francesco Antonio Lucifero   | Liberale | Sindaco |       |
| 1799    | 1816    | non rilevato                 |          | Sindaco |       |

## Regno delle Due Sicilie (1816-1861)
| Periodo | Periodo | Primo cittadino   | Partito     | Carica  | Note |
| ------- | ------- | ----------------- | ----------- | ------- | ---- |
| 1816    | 1860    | non rilevato      |             | Sindaco |      |
| 1860    | 1861    | Gaetano Cosentini | Democratico | Sindaco |      |

## Regno d'Italia (1861-1946)
| Periodo | Periodo | Primo cittadino        | Partito            | Carica                    | Note |
| ------- | ------- | ---------------------- | ------------------ | ------------------------- | ---- |
| 1861    | 1864    | Gaetano Morelli        | Moderato           | Sindaco                   |      |
| 1865    |         | Antonio De Vennera     |                    | Sindaco                   |      |
| 1866    |         | non rilevato           |                    | Sindaco                   |      |
| 1867    |         | Raffaele Lucente       | Democratico        | Commissario straordinario |      |
| 1868    |         | Gaetano Morelli        | Moderato           | Sindaco                   |      |
| 1869    |         | Ercole Savelli         |                    | Sindaco                   |      |
| 1870    | 1872    | Gaetano Morelli        | Moderato           | Sindaco                   |      |
| 1873    | 1874    | Antonio Lucifero       |                    | Sindaco                   |      |
| 1875    |         | Gennaro Avarelli       |                    | Commissario straordinario |      |
| 1875    |         | Antonio Lucifero       |                    | Commissario straordinario |      |
| 1875    |         | Demetrio Pirozzi       |                    | Commissario straordinario |      |
| 1876    | 1881    | Raffaele Lucente       | Democratico        | Sindaco                   |      |
| 1881    | 1887    | Luigi Berlingeri       | Moderato di destra | Sindaco                   |      |
| 1888    |         | Riccardo Sculco        |                    | Commissario straordinario |      |
| 1889    | 1890    | Raffaele Lucente       | Democratico        | Sindaco                   |      |
| 1890    | 1892    | Riccardo Sculco        |                    | Sindaco                   |      |
| 1892    | 1895    | Carlo Turano           | Socialdemocratico  | Sindaco                   |      |
| 1896    | 1899    | Anselmo Berlingeri     |                    | Sindaco                   |      |
| 1900    | 1905    | Eugenio Filippo Albani | [ 4 ]              | Sindaco                   |      |
| 1905    | 1910    | Alfonso Arcuri         |                    | Sindaco                   |      |
| 1910    | 1911    | Carlo Turano           | Socialdemocratico  | Commissario straordinario |      |
| 1911    | 1912    | Carlo Turano           | Socialdemocratico  | Sindaco                   |      |
| 1912    | 1913    | Riccardo Sculco        |                    | Prosindaco                |      |
| 1914    |         | Carlo Turano           | Socialdemocratico  | Sindaco                   |      |
| 1915    |         | Tito Ingarrica         |                    | Commissario prefettizio   |      |
| 1915    | 1917    | Carlo Berlingeri       |                    | Sindaco                   |      |
| 1917    |         | Carlo Turano           | Socialdemocratico  | Prosindaco                |      |
| 1918    | 1920    | Carlo Turano           | Socialdemocratico  | Sindaco                   |      |
| 1920    |         | Enrico Mastracchi      |                    | Sindaco                   |      |
| 1921    | 1922    | Enrico Mastracchi      |                    | Prosindaco                |      |
| 1923    |         | Arturo Lentini         |                    | Commissario prefettizio   |      |
| 1923    | 1924    | Giuseppe Morelli       | PNF                | Sindaco                   |      |
| 1925    |         | Luigi Michele Lucente  |                    | Commissario prefettizio   |      |
| 1925    |         | Giuseppe Cardano       |                    | Commissario prefettizio   |      |
| 1925    | 1927    | Vincenzo Perazzi       |                    | Commissario prefettizio   |      |
| 1927    |         | Curzio Lippi           |                    | Commissario prefettizio   |      |
| 1927    | 1928    | Ottavio Graziano       | PNF                | Podestà                   |      |
| 1928    |         | Luigi Ranieri          |                    | Commissario prefettizio   |      |
| 1929    |         | Ottavio Graziano       | PNF                | Podestà                   |      |
| 1930    | 1931    | Giovanni Solarino      |                    | Commissario prefettizio   |      |
| 1931    |         | Giuseppe Cosentino     |                    | Commissario prefettizio   |      |
| 1932    | 1938    | Giuseppe Cosentino     | PNF                | Podestà                   |      |
| 1938    | 1939    | Nicola Morace          |                    | Commissario prefettizio   |      |
| 1939    | 1940    | Pietro Giunti          | PNF                | Podestà                   |      |
| 1940    | 1943    | Nicola Morace          | PNF                | Podestà                   |      |
| 1943    |         | Nino Antonio Pelaggi   |                    | Commissario prefettizio   |      |
| 1944    |         | Orazio Laino           | Socialista         | Sindaco                   |      |
| 1944    |         | Antonio Alfì           |                    | Sindaco                   |      |
| 1944    | 1945    | Saverio Zinzi          |                    | Commissario prefettizio   |      |

## Repubblica Italiana (dal 1946)
| Sindaci eletti dal Consiglio comunale (1946-1997)    | Sindaci eletti dal Consiglio comunale (1946-1997) | Sindaci eletti dal Consiglio comunale (1946-1997) | Sindaci eletti dal Consiglio comunale (1946-1997) | Sindaci eletti dal Consiglio comunale (1946-1997) | Sindaci eletti dal Consiglio comunale (1946-1997) | Sindaci eletti dal Consiglio comunale (1946-1997) | Sindaci eletti dal Consiglio comunale (1946-1997) | Sindaci eletti dal Consiglio comunale (1946-1997) |
| Nominativo                                           | Nominativo                                        | Partito                                           | Partito                                           | Partito                                           | Partito                                           | Mandato                                           | Mandato                                           | Elezione                                          |
| Nominativo                                           | Nominativo                                        | Partito                                           | Partito                                           | Partito                                           | Partito                                           | Inizio                                            | Fine                                              | Elezione                                          |
| ---------------------------------------------------- | ------------------------------------------------- | ------------------------------------------------- | ------------------------------------------------- | ------------------------------------------------- | ------------------------------------------------- | ------------------------------------------------- | ------------------------------------------------- | ------------------------------------------------- |
|                                                      | Silvio Messinetti                                 |                                                   | Partito Comunista Italiano                        | Partito Comunista Italiano                        | Partito Comunista Italiano                        | 1946                                              | 1952                                              | –                                                 |
| 1952                                                 | Silvio Messinetti                                 | 1956                                              | Partito Comunista Italiano                        | Partito Comunista Italiano                        | Partito Comunista Italiano                        |                                                   |                                                   | –                                                 |
| 1956                                                 | Silvio Messinetti                                 | 1957                                              | Partito Comunista Italiano                        | Partito Comunista Italiano                        | Partito Comunista Italiano                        |                                                   |                                                   | –                                                 |
|                                                      | Vincenzo Corigliano                               |                                                   | Partito Comunista Italiano                        | Partito Comunista Italiano                        | Partito Comunista Italiano                        | 1958                                              | 1960                                              | –                                                 |
|                                                      | Pasqualino Iozzi                                  |                                                   | Partito Comunista Italiano                        | Partito Comunista Italiano                        | Partito Comunista Italiano                        | 1960                                              | 1965                                              | –                                                 |
|                                                      | Salvatore Regalino                                |                                                   | Partito Socialista Italiano                       | Partito Socialista Italiano                       | Partito Socialista Italiano                       | 1965                                              | 1966                                              | –                                                 |
|                                                      | Anselmo Zurlo                                     |                                                   | Indipendente                                      | Indipendente                                      | Indipendente                                      | 1967                                              | 1968                                              | –                                                 |
|                                                      | Michele Ambrosio                                  |                                                   | Partito Comunista Italiano                        | Partito Comunista Italiano                        | Partito Comunista Italiano                        | 1968                                              | 1968                                              | –                                                 |
|                                                      | Carlo Napoli                                      |                                                   | Partito Socialista Italiano                       | Partito Socialista Italiano                       | Partito Socialista Italiano                       | 1968                                              | 1969                                              | –                                                 |
|                                                      | Giorgio Meo                                       |                                                   | Partito Socialista Italiano                       | Partito Socialista Italiano                       | Partito Socialista Italiano                       | 1969                                              | 1970                                              | –                                                 |
|                                                      | Visconte Frontera                                 |                                                   | Partito Socialista Italiano                       | Partito Socialista Italiano                       | Partito Socialista Italiano                       | 1970                                              | 1972                                              | –                                                 |
| 1972                                                 | Visconte Frontera                                 | 1976                                              | Partito Socialista Italiano                       | Partito Socialista Italiano                       | Partito Socialista Italiano                       |                                                   |                                                   | –                                                 |
|                                                      | Carlo Napoli                                      |                                                   | Partito Socialista Italiano                       | Partito Socialista Italiano                       | Partito Socialista Italiano                       | 1976                                              | 1978                                              | –                                                 |
|                                                      | Saverio De Santis                                 |                                                   | Partito Comunista Italiano                        | Partito Comunista Italiano                        | Partito Comunista Italiano                        | 1978                                              | 1979                                              | –                                                 |
|                                                      | Silvio Bernardo                                   |                                                   | Democrazia Cristiana                              | Democrazia Cristiana                              | Democrazia Cristiana                              | 1979                                              | 1980                                              | –                                                 |
| 1980                                                 | Silvio Bernardo                                   | 1982                                              | Democrazia Cristiana                              | Democrazia Cristiana                              | Democrazia Cristiana                              |                                                   |                                                   | –                                                 |
|                                                      | Rosario Bevilacqua                                |                                                   | Democrazia Cristiana                              | Democrazia Cristiana                              | Democrazia Cristiana                              | 1982                                              | 1983                                              | –                                                 |
|                                                      | Carlo Napoli                                      |                                                   | Partito Socialista Italiano                       | Partito Socialista Italiano                       | Partito Socialista Italiano                       | 1983                                              | 1985                                              | –                                                 |
|                                                      | Visconte Frontera                                 |                                                   | Partito Socialista Italiano                       | Partito Socialista Italiano                       | Partito Socialista Italiano                       | 30 gennaio 1985                                   | 12 dicembre 1988                                  | –                                                 |
|                                                      | Giuseppe Vrenna                                   |                                                   | Partito Socialista Italiano                       | Partito Socialista Italiano                       | Partito Socialista Italiano                       | 12 dicembre 1988                                  | 31 ottobre 1990                                   | Elezione 1988                                     |
|                                                      | Giancarlo Sitra                                   |                                                   | Partito Comunista Italiano                        | Partito Comunista Italiano                        | Partito Comunista Italiano                        | 31 ottobre 1990                                   | 27 novembre 1991                                  | Elezione 1988                                     |
|                                                      | Arcangelo Cerminara (Commissario prefettizio)     | –                                                 | –                                                 | –                                                 | –                                                 | 27 novembre 1991                                  | 5 agosto 1992                                     | Elezione 1988                                     |
|                                                      | Carmine Talarico                                  |                                                   | Partito Democratico della Sinistra                | Partito Democratico della Sinistra                | Partito Democratico della Sinistra                | 5 agosto 1992                                     | 25 ottobre 1993                                   | Elezione 1992                                     |
|                                                      | Domenico Lucente                                  |                                                   | Democrazia Cristiana (1993-1994)                  | Democrazia Cristiana (1993-1994)                  | Democrazia Cristiana (1993-1994)                  | 25 ottobre 1993                                   | 7 febbraio 1995                                   | Elezione 1992                                     |
|                                                      | Domenico Lucente                                  | Partito Popolare Italiano (1994-1995)             |                                                   |                                                   |                                                   | 25 ottobre 1993                                   | 7 febbraio 1995                                   | Elezione 1992                                     |
|                                                      | Gaetano Grillo                                    |                                                   | Partito Popolare Italiano                         | Partito Popolare Italiano                         | Partito Popolare Italiano                         | 5 aprile 1995                                     | 11 maggio 1997                                    | Elezione 1992                                     |
| Sindaci eletti direttamente dai cittadini (dal 1997) |                                                   |                                                   |                                                   |                                                   |                                                   |                                                   |                                                   |                                                   |
| Nominativo                                           | Nominativo                                        | Partito                                           | Partito                                           | Coalizione                                        | Coalizione                                        | Mandato                                           | Mandato                                           | Elezione                                          |
| Nominativo                                           | Nominativo                                        | Partito                                           | Partito                                           | Coalizione                                        | Coalizione                                        | Inizio                                            | Fine                                              | Elezione                                          |
|                                                      | Pasquale Senatore                                 |                                                   | Alleanza Nazionale                                |                                                   | FI-AN-CCD-CDU-PS                                  | 11 maggio 1997                                    | 13 maggio 2001                                    | Elezione 1997                                     |
|                                                      | Pasquale Senatore                                 | FI-AN-CCD-CDU                                     | Alleanza Nazionale                                | 13 maggio 2001                                    | 5 aprile 2005                                     | Elezione 2001                                     |                                                   |                                                   |
|                                                      | Armando Riganello (Vicesindaco f. f.)             | FI-AN-CCD-CDU                                     |                                                   | Alleanza Nazionale                                | 5 aprile 2005                                     | Elezione 2001                                     | 28 maggio 2006                                    |                                                   |
|                                                      | Peppino Vallone                                   |                                                   | Democrazia è Libertà - La Margherita              |                                                   | DS-DL-UDEUR-PDM-RnP-PRC-PdCI-IdV                  | 28 maggio 2006                                    | 29 maggio 2011                                    | Elezione 2006                                     |
|                                                      | Peppino Vallone                                   | Partito Democratico                               |                                                   | PD-IdV-SEL-L. civiche                             | 29 maggio 2011                                    | 20 giugno 2016                                    | Elezione 2011                                     |                                                   |
|                                                      | Ugo Pugliese                                      |                                                   | Unione di Centro                                  |                                                   | UdC-L. civiche                                    | 20 giugno 2016                                    | 4 dicembre 2019                                   | Elezione 2016                                     |
|                                                      | Tiziana Costantino (Commissario prefettizio)      | –                                                 | –                                                 | –                                                 | –                                                 | 4 dicembre 2019                                   | 7 ottobre 2020                                    | –                                                 |
|                                                      | Vincenzo Voce                                     |                                                   | Indipendente                                      |                                                   | L. civiche                                        | 7 ottobre 2020                                    | in carica                                         | Elezione 2020                                     |